# Българо-турска спогодба (1904)
Българо-турската спогодба от 26 март 1904 година, известна и като Начовичевата спогодба, урежда отношенията между Княжество България и Османската империя след Илинденско-Преображенското въстание от 1903 година.

## Контекст
Въстанието и съпровождащите го репресии над българското население в Македония и Одринско през лятото на 1903 година водят до напрежение в българо-турските отношения. По време на боевете с въстаниците османското правителство струпва войски по границите си с Княжеството. Българското правителство отговаря с частична мобилизация. В началото на октомври то изпраща в Цариград опитния дипломат Григор Начович, за да предотврати военен конфликт, за който в София не са подготвени. Друга задача на българския дипломатически агент е да разшири обхвата на Мюрцщегските реформи в полза на сънародниците си в европейските вилаети на империята. Министър-председателят Рачо Петров схваща реформите, наложени на османците от Виена, като средство за засилване на влиянието на Австро-Унгария и Русия в ущърб на българите.

## Преговори
Преговорите са инициирани от султан Абдул Хамид II и германската дипломация с мотива, че договор с България ще ограничи руското и австрийското вмешателство във вътрешните работи на империята. Те се проточват близо половин година, поради настояването на софийското правителство, че Мюрцщегската програма трябва да бъде приложена не само в Македония, както е договорено с Великите сили, но и в Одринска Тракия, с широка автономия на българските общини, равенство пред съда и администрацията и паритет между християни и мюсюлмани в жандармерията. Начович се опитва да прокара и условия за икономическо проникване на Княжеството в Европейска Турция чрез премахване на митата и полагане на железопътни линии от Кюстендил до Гюешево и от Дупница до Сяр. Османските власти не се съгласяват с тези предложения, но правят отстъпки по въпроса за бежанците и политическите затворници.

## Условия
Спогодбата е подписана от Начович в Цариград на 26 март 1904 година. С нея българската държава се задължава да разтури революционните комитети на своя територия и да не допуска преминаване на чети в османските владения. От османска страна споразумението подписват Саид паша – председател на Държавния съвет, и Зеки паша – началник на артилерията и адютант на султана. Османската империя се ангажира да приложи Мюрцщегската програма в Солунския, Битолския и Косовския вилает, да амнистира политическите затворници (с изключение на осъдените за динамитни атентати), да репатрира и подпомогне бежанците от Македония и Тракия, намерили временно убежище в Княжеството.

## Текст на спогодбата
| „ | Спогодба, сключена помежду Високата порта, от една страна, и Княжество България, от друга. Подписана в Цариград на 26 март/8 април 1904 година. Отоманското Императорско правителство и Княжество България се съгласяват върху следните точки: 1-о. Българското княжество се задължава да възпрепятствува на своя територия, както и в Източна Румелия, образуването на революционни комитети и на въоръжени чети, а също и всички действия, целящи да внесат смут в Империята и да наказват с всичката строгост на законите ония от своите поданици, които са извършили в съседните провинции действия от естество да нарушат публичния ред и са се приютили, било в България, или в Източна Румелия; 2-о. Княжеството ще вземе необходимите мерки, за да възпрепятствува внасянето в съседните вилаети на всякакви взривни или отровителни материали, както и на всички вредни за общественото здраве продукти; 3-о. Уговорените помежду Турция, Австро-Унгария и Русия реформи за вилаетите: Солунски, Битолски и Косовски ще бъдат прилагани от Императорското Отоманско правителство. Следователно, общата амнистия, която в своята Висока милост Негово Императорско Величество Султана е благоволил да дари, ще получи също пълна сила. Вследствие на това, всички ония, които са задържани или заточени, обвинени или под следствие, за дето са се отдали право или косвено на революционни действия, както и всички политически осъдени ще бъдат пуснати на свобода и препратени в техните страни, с изключение обаче на осъдените престъпници за динамитните атентати срещу кораби, железници, мостове и държавни учреждения. 4-о. Жителите на Румелийските провинции, които вследствие на метежи са дошли от две години в България или в Източна Румелия или които останали в страната, са им били разрушени къщите, при възвръщането си ще намерят от страна на императорските власти подкрепа за възстановяване на жилищата им и възвръщане на земите. 5-о. Една специална спогодба ще се сключи за взаимното предаване на престъпници и дезертьори, които биха избягали от столицата или другите провинции на империята в Княжеството и Източна Румелия или от тия последните в другите части на Империята. За да се възпрепятствува минаването през демаркационната линия на комитаджии и чети, ще се съставят смесени граждански и военни части от императорското правителство и Княжеството на казаната линия, чрез едно частно споразумение за това. Една смесена комисия ще бъде съставена за изследване и регулиране останалите висящи въпроси от едната и другата страна, която ще трябва да бъде турена в действие незабавно. 6-о. Изключителните митнически мерки, приложени в последно време за произведенията от България и Източна Румелия, ще бъдат премахнати и ще се мине отново към същите формалности и улеснения, както в миналото. Ще бъдат взети от едната и другата страна ефикасни мерки за обезпечаване сигурността на демаркационната линия. 7-о. Железно-пътните влакове ще циркулират свободно и безпрепятствено за българите, снабдени с редовни книжа, идещи по работа от Княжеството или от Източна Румелия. 8-о. Гражданските и съдебни служби ще продължават да бъдат достояние за българите, притежаващи изискуемите се качества, както се приемат всички поданици на Империята, без разлика на обществена служба, според способностите им. В удостоверение на което т[урският] пр[едставител] Саид паша, председател на Държавния съвет и Зеки паша, адютант на Н. И. В. Султана и Главен началник на артилерията, от страна на Императорското отоманско правителство и г. Начевич, специален делегат за случая на Българското правителство - подписаха и подпечатиха настоящия акт. Императорското Отоманско правителство и Княжество България ще направят специални спогодби: 1-о. За мерките, които ще трябва да се вземат от едната и от другата страна за обезпечаване сигурността на демаркационната линия; 2-о. За регламентацията на пощенската и телеграфна служби, както и за позволителните за пътуване; 3-о. За взаимно предаване на престъпниците и дезертьорите, с техните оръжия и муниции; 4-о. Върху условията за подлежащите на военна служба местни жители; 5-о. Върху атрибутите на респективните търговски агенти; 6-о. За бъдещото свързване на железните пътища съобразно интересите на двете страни. Подписали: Саид - Зеки - Гр. Начович. | “ |

## Последици
Амнистията засяга около 4 000 души, но на амнистираните български учители и свещеници не е позволено да продължат да изпълняват задълженията си в пределите на Османската империя. Не всички, но близо 30 000 бежанци се завръщат в Македония и Одринско. Извън обхвата на спогодбата остават осъдените за Солунските атентати и участниците в Атентата при Ангиста.
Спогодбата притъпява българо-турския конфликт, но не води до трайното му разрешаване, поради безрезултатността на Мюрцщегските реформи и толерирането на сръбската и гръцката въоръжена пропаганда в Македония от османските власти. От своя страна, през следващите години България подкрепя Вътрешната македоно-одринска революционна организация и усилва подготовката за военно решение на разногласията с Османската империя.